# Ctenucha circe
Ctenucha circe är en fjärilsart som beskrevs av Pieter Cramer 1780. Ctenucha circe ingår i släktet Ctenucha och familjen björnspinnare. Inga underarter finns listade i Catalogue of Life.

## Bildgalleri

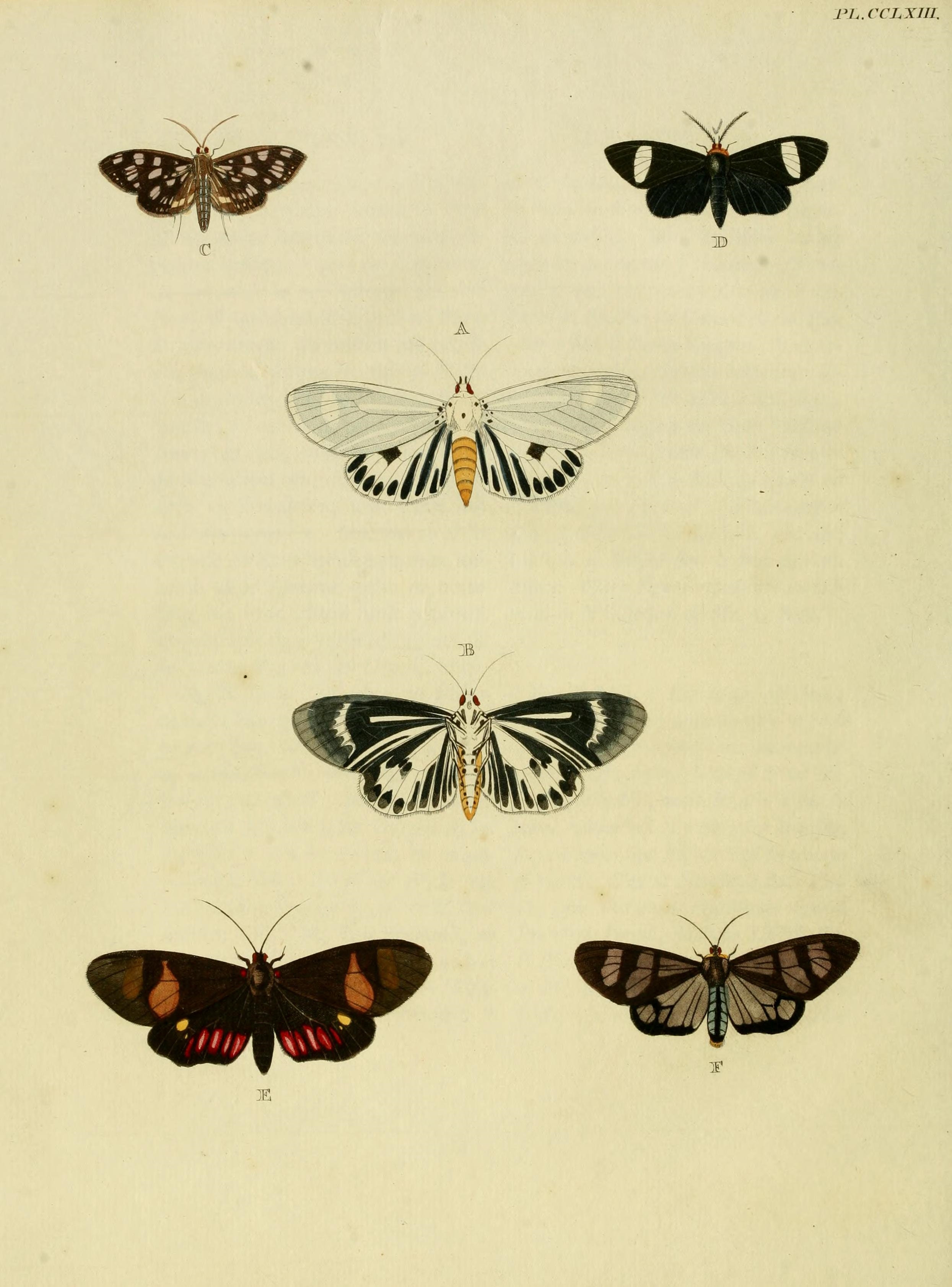
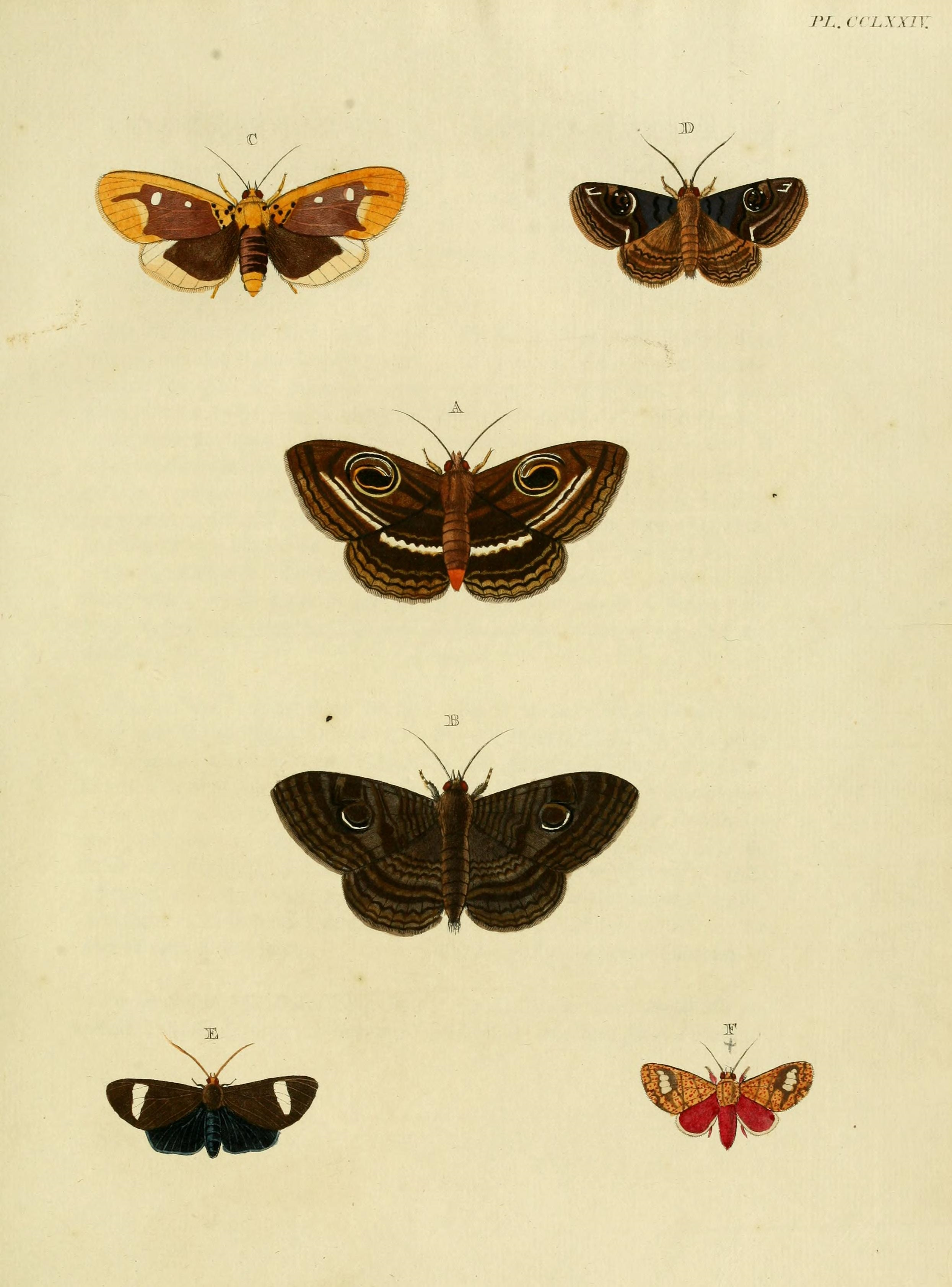